# Endless Summer Vacation
Endless Summer Vacation ist das achte Studioalbum der US-amerikanischen Sängerin Miley Cyrus. Es wurde am 10. März 2023 unter dem Label Columbia Records veröffentlicht.

## Hintergrund
Nach ihrem achtjährigen Vertrag mit RCA Records unterschrieb Cyrus im März 2021 einen Plattenvertrag bei Columbia Records. Ihre erste Veröffentlichung unter dem neuen Plattenlabel war der gemeinsame Remix zu Without You von The Kid Laroi, welcher im April 2021 erschien. Anschließend folgte im April 2022 das Live-Album Attention: Miley Live. Billboard kündigte in einem Artikel aus dem Oktober 2021 an, dass Cyrus an ihrem nächsten Album arbeite. Das Album wurde als ein „Liebesbrief an L.A.“ beschrieben und repräsentiere das physische und mentale Wachstum von Cyrus in der Zeitspanne der Produktion des Albums.
Cyrus schrieb mehrere Lieder mit Michael Pollack und Gregory Aldae Hein. Die Lieder wurden zunächst nur vom Piano begleitet und anschließend zu ihren finalen Versionen weiter verarbeitet. Cyrus arbeitete mit mehreren Produzenten an dem Album, darunter Kid Harpoon, Tyler Johnson, Greg Kurstin und Mike Will Made It. Mit letzterem arbeitete Cyrus zuvor bereits an ihren Alben Bangerz (2013) und Miley Cyrus & Her Dead Petz (2015) sowie der EP She Is Coming (2019) zusammen.

## Komposition
Endless Summer Vacation ist ein Pop- und Dance-Pop-Album, welches zudem Rock-, Country- und experimentelle Elemente enthält. Cyrus beschrieb, dass das Album in zwei Abschnitte unterteilt ist: AM und PM. Der Abschnitt „AM“ repräsentiert „die Morgenzeit, in der die Energie hoch ist und es ein Potenzial für neue Möglichkeiten gibt“" und der Abschnitt „PM“ repräsentiert die Abendzeit, welche „verführerisch, schäbig und schmutzig ist, aber gleichzeitig auch glamourös“.

## Veröffentlichung
Ab dem 16. Dezember 2022 waren in großen Städten überall auf der Welt Plakate mit der Aufschrift „New Year, New Miley“"zu finden. Cyrus kündigte den Albumtitel, sowie das Cover und das Veröffentlichungsdatum am 5. Januar 2023 an. Das Albumcover wurde von Brianna Capozzi fotografiert und wurde komplett von Cyrus durchgeführt, ohne visuelle Effekte zu nutzen. Das Albumcover zeigt Cyrus in einem schwarzen Badeanzug, während sie von einer Helikopterleiter hängt. Das erste Video als Vorschau für das Album wurde am selben Tag veröffentlicht und „reflektiert die visuelle Welt, die Cyrus um dieses sehr persönliche Werk gebaut hat“ mit einem Monolog und Videoausschnitten, die auf Sehenswürdigkeiten in Los Angeles hinweisen. Eine limitierte Anzahl an Postkarten mit dem Albumcover, sowie weiteren Fotos aus dem Fotoshooting zum Album, wurden mit Ausschnitten aus den Liedtexten des Albums und einer Unterschrift von Cyrus an Fans versendet. Am 27. Februar 2023 veröffentlichte Cyrus die Titelliste des Albums.
Endless Summer Vacation wurde in digitaler und physischer Form am 10. März 2023 durch Columbia Records veröffentlicht. Das Album wurde als rote und durchsichtige Schallplatte exklusiv über Cyrus’ Webseite verkauft. Eine weiße Schallplatte des Albums wird exklusiv bei Target in den Vereinigten Staaten, HMV im Vereinigten Königreich und JB Hi-Fi in Australien vertrieben.

## Promotion
Cyrus veröffentlichte „Miley Cyrus – Endless Summer Vacation (Backyard Sessions)“ als Special über Disney+ am 10. März 2023. Das Special umfasst Live-Auftritte von acht Liedern aus dem Album: Jaded, Rose Colored Lenses, Thousand Miles, Wildcard, Island, Wonder Woman, River und Flowers. Zudem singt Cyrus ihre Single The Climb aus dem Jahr 2009.

## Singles
Die erste Single Flowers wurde am 13. Januar 2023 veröffentlicht und erreichte Platz 1 der Charts in über 35 Ländern, darunter Deutschland, die Vereinigten Staaten und das Vereinigte Königreich. In Deutschland war es Cyrus’ erste Single, die Platz 1 der Charts erreichte. In den Vereinigten Staaten folgte Flowers auf Cyrus’ Nummer-eins-Hit Wrecking Ball und erreichte mit sechs Wochen auf Platz 1 der Billboard Hot 100 ihren Status als Cyrus’ Single mit der längsten Platzierung an der Chartspitzen mit einer Dauer von sechs Wochen.
Ein Musikvideo zu River feierte am 10. März gemeinsam mit dem Album Premiere.

## Titelliste
| #   | Titel                               | Autoren | Länge |
| --- | ----------------------------------- | --- | ----- |
| 1.  | Flowers                             | Miley Cyrus, Gregory Aldae Hein, Michael Pollack | 3:20  |
| 2.  | Jaded                               | Miley Cyrus, Greg Kurstin, Sarah Aarons | 3:05  |
| 3.  | Rose Colored Lenses                 | Miley Cyrus, Thomas Hull, Tyler Johnson | 3:43  |
| 4.  | Thousand Miles (mit Brandi Carlile) | Miley Cyrus, Tobias Jesso Jr., Bibi Bourelly, Michael Len Williams II | 3:51  |
| 5.  | You                                 | Miley Cyrus, Bibi Bourelly, Michael Pollack, Ian Kirkpatrick | 2:59  |
| 6.  | Handstand                           | Miley Cyrus, Harmony Korine, Maxx Morando | 3:25  |
| 7.  | River                               | Miley Cyrus, Justin Tranter, Thomas Hull, Tyler Johnson | 2:42  |
| 8.  | Violet Chemistry                    | Miley Cyrus, Michael Williams II, Cedric, Jesse Shatkin, James Blake, Sia Furler                                                                                                 | 4:06  |
| 9.  | Muddy Feet (mit Sia)                | Miley Cyrus, Michael Pollack, Michael Len Williams II, Bibi Bourelly, Gregory Aldae Hein, Jesse Shatkin, Sia Furler, Jesse van der Meulen, David Frank, Steve Kipner, Pam Sheyne | 2:16  |
| 10. | Wildcard                            | Miley Cyrus, Thomas Hull, Tyler Johnson, Tobias Jesso Jr. | 3:13  |
| 11. | Island                              | Miley Cyrus, BJ Burton, Jennifer Decilveo, Caitlyn Smith, Michael Pollack, Dani Miller                                                                                           | 3:59  |
| 12. | Wonder Woman                        | Miley Cyrus, Michael Pollack, Gregory Aldae Hein, Thomas Hull, Tyler Johnson | 3:05  |
|     | Digitale Edition                    | |       |
| 13. | Flowers (Demo)                      | Miley Cyrus, Gregory Aldae Hein, Michael Pollack | 3:30  |

## Rezensionen
Das Album erhielt positive Kritiken und debütierte auf Metacritic mit 79 von 100 Punkten, basierend auf 16 Rezensionen.

## Kommerzieller Erfolg

### Chartplatzierungen
Miley Cyrus erreichte zum zweiten Mal in Österreich und im Vereinigten Königreich Platz eins der Albumcharts, in der Schweiz erstmals.
Darüber hinaus erreichte das Album Platz eins der Charts in Australien, Irland, Neuseeland, den Niederlanden, Norwegen, Portugal und Schottland.
| ChartsChartplatzierungen       | Höchstplatzierung | Wochen |
| ------------------------------ | ----------------- | ------ |
| Deutschland (GfK)              | 2 (45 Wo.)        | 45     |
| Österreich (Ö3)                | 1 (16 Wo.)        | 16     |
| Schweiz (IFPI)                 | 1 (13 Wo.)        | 13     |
| Vereinigte Staaten (Billboard) | 3 (59 Wo.)        | 59     |
| Vereinigtes Königreich (OCC)   | 1 (15 Wo.)        | 15     |

| ChartsJahrescharts (2023)      | Platzierung |
| ------------------------------ | ----------- |
| Deutschland (GfK)              | 61          |
| Österreich (Ö3)                | 71          |
| Schweiz (IFPI)                 | 52          |
| Vereinigte Staaten (Billboard) | 45          |
| Vereinigtes Königreich (OCC)   | 78          |

| ChartsJahrescharts (2024)      | Platzierung |
| ------------------------------ | ----------- |
| Vereinigte Staaten (Billboard) | 175         |

### Auszeichnungen für Musikverkäufe
| Land/Region                  | Auszeichnungen für Musikverkäufe (Land/Region, Auszeichnung, Verkäufe) | Verkäufe  |
| ---------------------------- | ---------------------------------------------------------------------- | --------- |
| Belgien (BRMA)               | Platin                                                                 | 20.000    |
| Brasilien (PMB)              | 3× Platin                                                              | 120.000   |
| Dänemark (IFPI)              | Platin                                                                 | 20.000    |
| Frankreich (SNEP)            | Gold                                                                   | 50.000    |
| Italien (FIMI)               | Gold                                                                   | 25.000    |
| Kanada (MC)                  | 2× Platin                                                              | 160.000   |
| Mexiko (AMPROFON)            | Gold                                                                   | 70.000    |
| Neuseeland (RMNZ)            | Platin                                                                 | 15.000    |
| Polen (ZPAV)                 | 3× Platin                                                              | 60.000    |
| Schweden (IFPI)              | Gold                                                                   | 15.000    |
| Schweiz (IFPI)               | Gold                                                                   | 10.000    |
| Spanien (Promusicae)         | Gold                                                                   | 20.000    |
| Vereinigte Staaten (RIAA)    | Platin                                                                 | 1.000.000 |
| Vereinigtes Königreich (BPI) | Gold                                                                   | 100.000   |
| Insgesamt                    | 7× Gold · 12× Platin ·                                                 | 1.685.000 |

Hauptartikel: Miley Cyrus/Auszeichnungen für Musikverkäufe